# Kriegsbeute
Als Kriegsbeute werden Gegenstände bezeichnet, die während oder nach kriegerischen Auseinandersetzungen ohne Bezahlung dem jeweiligen Gegners entzogen werden und nicht zum sofortigen Verbrauch bestimmt sind. Es können Sachgüter, geistige Güter (zum Beispiel Patente) oder Menschen (zum Beispiel zwecks Zwangsarbeit, Versklavung oder Lösegelderzielung) als Kriegsbeute genommen werden.
Größere Kunstsammlungen wurden im Rahmen von Kriegen oft organisiert erbeutet und abtransportiert (siehe Beutekunst). Engländer und US-Amerikaner hatten im Zweiten Weltkrieg Kunstoffiziere. Diese agierten oft dicht hinter der Front und arbeiteten auch für den Kunstschutz: Sie versuchten zu bewirken, dass Kunstschätze von alliierten Soldaten angemessen bewacht wurden und im Zuge der Eroberung keine vorübergehend rechtsfreien Räume entstanden, in denen zum Beispiel Diebe die Kunstschätze stehlen konnten.
Lebensmittel oder andere Verbrauchsgüter, die im Rahmen des Fouragierens dem Gewahrsam des Gegners oder seiner Staatsbürger entzogen werden, und der Versorgung der Truppe oder von Kriegsgefangenen dienen, gelten nicht als Kriegsbeute, sondern als Requisition. Im Gegensatz zur Kriegsbeute muss für Requisitionen seit 1899 ein Empfangsschein ausgestellt werden, der einen Entschädigungsanspruch verbriefen kann.
Wirtschaftsgüter, die erst nach Abschluss der Feindseligkeiten aufgrund vertraglicher Regelung (oft in einem Friedensvertrag) dem Besiegten entzogen werden, bezeichnet man als Reparationen. Bereits zuvor gemachte Kriegsbeute kann bei Einverständnis der Vertragsparteien auf die Reparationen angerechnet werden.
Zu Kriegsbeute nach islamischem Recht siehe Ghanīma und Fai'.

## Die Rolle von Kriegsbeute in der Geschichte der Kriegführung
Die Verbesserung der eigenen wirtschaftlichen oder Versorgungslage durch das Machen von Beute war während des größeren Teils der bekannten Geschichte der Menschheit für Kriegsherren und Kombattanten ein wichtiges Motiv, in den Kampf zu ziehen. Die nur summarisch in Inschriften überlieferten Kriege der frühen Hochkulturen haben vermutlich in den meisten Fällen der Abwehr räuberischer Nachbarvölker gedient.

### Bronzezeit
Die Schilderungen der ersten überlieferten Schlacht der Weltgeschichte (Schlacht bei Megiddo, 1457 v. Chr.) enthalten unter anderem eine detaillierte Aufzählung der Kriegsbeute. Auch die erste überlieferte epische Schilderung eines Krieges rückt Kriegsbeute in das Zentrum des Geschehens: Die Ilias – sie schildert den Trojanischen Krieg – geht vom Streit um die als Kriegsbeute eingebrachte Sklavin Briseis aus. Dieser Krieg wird im 13. oder 12. vorchristlichen Jahrhundert angenommen. In der zweiten überlieferten Schlacht der Weltgeschichte (Schlacht bei Kadesch, 1274 v. Chr.) wurde die Aussicht auf Beute schlachtentscheidend: Nachdem die Hethiter die ägyptische Armee unter Ramses II. zurückgeschlagen hatten und es nur noch einer letzten Anstrengung bedurfte, diese endgültig zu schlagen, entglitten die Truppen der Führung des Königs und begannen das ägyptische Lager zu plündern. Mit rasch zusammengefassten Kräften konnten die Ägypter den nun unorganisierten Feind wieder zurückdrängen. Die Tatsache, dass in den frühesten Dokumenten zu kriegerischen Ereignissen Kriegsbeute eine zentrale Rolle spielt, spricht für deren Wichtigkeit. Der in der Schlacht bei Kadesch erstmals nachgewiesene Disziplinverlust einer fechtenden Armee im Angesicht lockender Kriegsbeute zieht sich als wiederkehrendes Motiv durch die gesamte Kriegsgeschichte. Die relativ geringe Verfügbarkeit der Bronze und ihrer Komponenten machte vor allem auch die Waffen der geschlagenen Armee oder der Gefallenen zu gesuchten und beliebten Beutestücken.
Menschen als Kriegsbeute zu nehmen, diente oft deren Ausbeutung (Zwangsarbeit, Versklavung), manchmal auch zur Peuplierung des eigenen Staatsgebiets. Das letztgenannte Motiv erscheint im Raub der Sabinerinnen.

### Antike
Die Kriege der Antike sind unter anderem stark durch die Beteiligung privater Kriegsherren geprägt (heute auch als 'Warlord' bezeichnet). Neben den rein staatlichen Kriegen zwischen den griechischen Poleis oder anderen damaligen völkerrechtlichen Subjekten kam es sehr häufig zu Kriegszügen von Privatleuten. Diese operierten völlig selbstständig (Piraten) oder im staatlichen Auftrag (Söldner). In beiden Fällen war Kriegsbeute eine wesentliche Einkommensquelle. Bis heute bekannt ist das geflügelte Wort „Der Krieg ernährt den Krieg“.
Insbesondere für die ab dem 5. vorchristlichen Jahrhundert vermehrt aufkommenden Söldner war das Beuteversprechen vor Beginn der Feldzüge wesentlicher Anreiz und Vertragsbestandteil. Das Römische Reich schickte hohe Verwaltungsbeamte oder Offiziere (Prätoren) mit der Zusage von Kriegsbeute in seine nicht befriedeten Kolonien. Die auf der iberischen Halbinsel zwischen 193 und 178 v. Chr. eingesetzten Prätoren führten reine Vernichtungs- und Beutekriege und machten dank ihres dort erworbenen Reichtums und Prestiges glänzende Karrieren. Das Versprechen bestimmter Anteile an der Kriegsbeute war aber auch für die Legionäre ein maßgebliches Motiv, sich solchen Zügen nicht zu verweigern, was grundsätzlich durchaus möglich war und auch vorkam. Besonders nach erfolgreichen Belagerungen war es üblich, die eroberte Stadt den Soldaten zur Plünderung freizugeben. Neben den gewöhnlichen Beutestücken, wie Edelmetallen oder -steinen und gemünztem Geld, die auch für den Einzelnen leicht zu transportieren sind, wurden vom Römischen Reich auch Kunstgegenstände als Kriegsbeute aus den eroberten Gebieten abtransportiert. Die Einbringung von Sklaven als Kriegsbeute galt als normaler Bestandteil der Kriegführung und war in etlichen Fällen das eigentliche Kriegsziel. Waffen und Ausrüstungsstücke verloren als Kriegsbeute relativ an Bedeutung. Während sie in den Kriegen der Griechen noch eine gewisse Rolle spielten, waren sie in der einheitlich ausgerüsteten römischen Armee eher als „Souvenir“ gefragt. Weniger einheitlich ausgerüstete Randkulturen („Barbaren“) mögen aber römische Waffen zur Vervollständigung der eigenen Ausrüstung genommen haben.

### Mittelalter

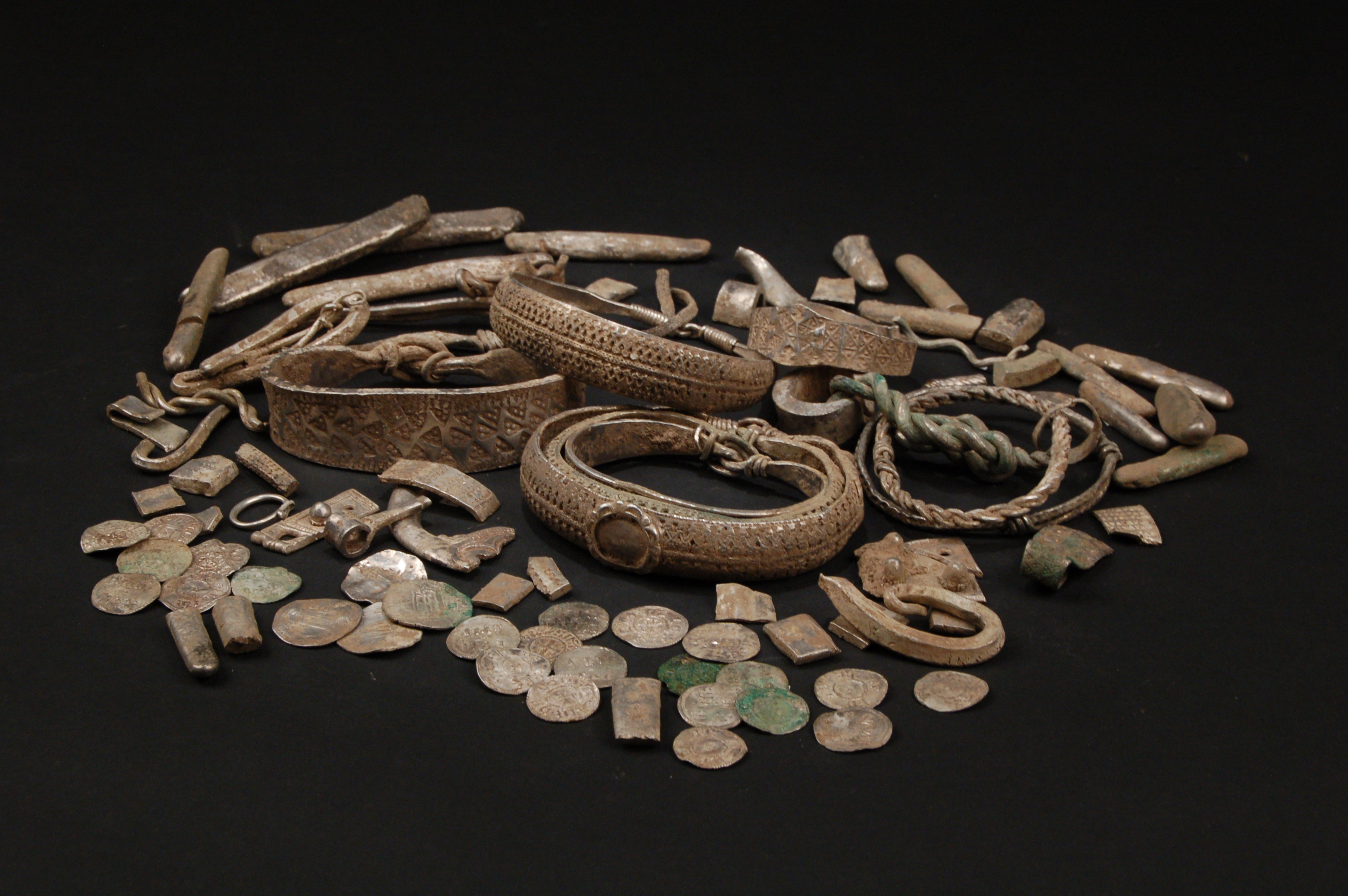
Hortfund aus der Wikingerzeit

Im Mittelalter wurde innerhalb der europäischen Reiche der Transfer von Bevölkerungsteilen nach Kriegen weitestgehend abgeschafft. Die persönliche Bereicherung der Kriegsteilnehmer durch Beute blieb wichtiges Begleitmotiv der meisten Kriege. Ausschließlich auf den Erwerb von Kriegsbeute ausgerichtet waren die Züge der Wikinger und Ungarn, die nur selten Interesse an Eroberungen und dauerhafter Ansiedlung hatten. Die Wikinger erpressten oft von belagerten Ortschaften und Städten Silber. Im Frankenreich sind 13 solcher Vorfälle belegt. Paris zahlte 845 um verschont zu werden 7000 Pfund Silber. Während der Raubzüge der Wikinger in das Rheinland ist eine solche Zahlung belegt (Köln a.d. 882).
An die Stelle der Sklaven traten, insbesondere ab dem Hundertjährigen Krieg (1337 bis 1453), gefangene Adlige, die nur gegen hohe Lösegelder wieder freigelassen wurden. Aus den Schlachten von Crécy (1346) und Azincourt (1415) sind Beispiele überliefert, wie englische Söldner während Gefechtspausen vom Pferd gefallene französische Ritter zurückschleppten, anpflockten und mit ihrem Zeichen als ihren Besitz versahen, den sie nach der Schlacht „verkauften“. Das Versprechen von Kriegsbeute war nach wie vor wichtiger Vertragsbestandteil der Dienstverträge mit Söldnern und die Freigabe eroberter Städte zur Plünderung notwendig, um die Truppe bei der Fahne zu halten. Während der Transfer von Kunstgegenständen beinahe völlig verschwand, entwickelten sich Reliquien zu begehrten Beutestücken. Ein prominentes Beispiel dafür sind die Gebeine der Heiligen Drei Könige, die als Kriegsbeute aus Mailand nach Köln kamen. Die Zunahme der Zahl der Söldner in den Heeren zwang die betroffenen Herrscher aber auch immer häufiger dazu, selbst Sachwerte als Kriegsbeute zu vereinnahmen, um Zahlungsverpflichtungen nachkommen zu können.
Außerhalb Europas wurden weiterhin Menschen als Kriegsbeute genommen. Die Mauren verwendeten sie als Sklaven, südamerikanische Völker als Menschenopfer für ihre Götter. In Afrika hatten sich einige Stämme darauf spezialisiert, Feldzüge zu führen, bei denen Angehörige fremder Stämme für den späteren Verkauf als Sklaven gefangen wurden (siehe auch Sklaverei innerhalb von Subsahara-Afrika, Sklaverei in Westafrika).

### Frühe Neuzeit
Die schrittweise Wiedereinführung straffer Disziplin in den neu entstehenden Streitkräften betraf zunächst ausschließlich das Gefecht. Außerhalb der reinen Kampftätigkeit, im Lagerleben und auf Märschen, setzte sich die Disziplin nur langsam durch. Trotzdem finden sich bereits im 15. Jahrhundert für Schweizer und Landsknechte kodifizierte Vorschriften, die die Güterentnahme aus durchzogenen Gebieten regeln und Widerrechtlichkeiten mit Strafe bedrohen. Gewöhnlich war es aber nur verboten, im eigenen Lande zu plündern oder selbstständig zu requirieren. Sobald die Truppe fremdes Gebiet betrat, befanden sich die Söldner in einem mehr oder weniger rechtsfreien Raum. Dadurch entstanden aber auch in verstärktem Maße wieder die Gefahren, die sich bereits in der Schlacht bei Kadesch (siehe oben) durch mangelnde Disziplin und Plünderung gezeigt hatten. In den Verträgen wurde daher neben der regulären Bezahlung auch ein bestimmter Anteil an der Kriegsbeute und das Recht auf Plünderung zu bestimmten Gelegenheiten vereinbart. Die Möglichkeit, Kriegsbeute zu erwerben, hatte bereits im ausgehenden Mittelalter das neuerliche Entstehen privater Kriegsherren (Condottieri) begünstigt. Diese bereicherten sich nicht nur während der Kriege, sondern plünderten auch während Zeiten ohne Auftraggeber die von ihnen durchzogenen Gebiete.
Während des Dreißigjährigen Kriegs, der vom sogenannten letzten Condottiere, Wallenstein, mitgeprägt wurde, kam es zu verheerenden Plünderungen. Die willkürliche Plünderung durchzogener Landstriche oder eroberter Städte endete erst im 18. Jahrhundert, nachdem staatliche Gewalt die gewünschte Disziplin in allen Situationen im Heer durchzusetzen vermochte. Kriegsbeute wurde nun nur noch in Ausnahmefällen von Einzelnen gemacht, gewöhnlich wurde sie von staatlichen Stellen vereinnahmt. Wegen des hohen Produktionsaufwandes und der hohen Kosten von Feuerwaffen, insbesondere Geschützen, waren diese geschätzte Beutestücke, die der eigenen Ausrüstung beigefügt wurden. Neu war hingegen der häufig gepflegte Brauch, relativ wertarme Ausrüstungsstücke des feindlichen Heeres als Trophäe zu nehmen. Abgesehen von erbeuteten Fahnen, die an prominenter Stelle des herrschaftlichen Haushaltes oder in Kirchen ausgestellt wurden, waren auch Kesselpauken, Harnische, Säbel und ähnliches beliebte Andenken an erfochtene Siege. Diese wurden als Auszeichnung bestimmten Truppenteilen zum Gebrauch überlassen. Bekanntes Beispiel für ein als Kriegsbeute eingebrachtes Renommierstück der damaligen Zeit ist das Zelt des türkischen Großwesirs Suleyman Pascha, das 1687 in der Schlacht bei Mohács erbeutet wurde und heute im Bayerischen Armeemuseum in Ingolstadt ausgestellt wird.
Eine Sonderform des Erwerbs von Kriegsbeute entwickelte sich bei den seefahrenden Nationen, die gegen Ausstellung von Kaperbriefen privaten Unternehmern als Piraten die Erlaubnis erteilten, Schiffe feindlicher Nationen zu kapern und zu versenken. Eine andere Einnahmequelle dieser Nationen war der Sklavenhandel, bei dem auf speziellen Sklavenfeldzügen – wie in der Antike – afrikanische Sklaven gemacht und gewöhnlich nach Amerika verkauft wurden. Beide Formen, Kriegsbeute zu machen, wurden in beinahe industriell anmutendem Maßstab aufgezogen.

### 19. Jahrhundert
Bald nach der Französischen Revolution (1789) schickte sich Frankreich unter Napoleon Bonaparte an, Europa zu erobern. Mit den Revolutionsheeren kehrte eine Praxis, Kriegsbeute zu machen zurück, die man in Mitteleuropa seit wenigstens einer Generation nicht erlebt hatte. Die Bedrückungen der Bevölkerung durch eigenmächtige Requisitionen einquartierter napoleonischer Soldaten oder durch gewaltsame Aneignung von Wertgegenständen durch durchziehende französische Truppen sind in vielen zeitgenössischen Berichten überliefert. Eindrucksvolle Schilderungen von der Plünderung Moskaus im Russlandfeldzug 1812 und wie die Angehörigen der Grande Armée während des Rückzugs Damenkleider, Vorhangstoffe, Silbergeräte und andere Beutestücke als unnötige Last wegwarfen sind auch von französischen Soldaten erhalten.
In Anekdotenform wurden Berichte über eine Sonderform des Erwerbs von Kriegsbeute übermittelt. Auch die Angehörigen des zivilen Trosses der Armeen haben sich großzügig aus den fremden Haushalten bedient und die Waren an die Soldaten der eigenen Armee verkauft. Ähnliche Berichte gibt es bereits aus dem Dreißigjährigen Krieg (Trutz Simplex) und es dürfte sich dabei um ein Phänomen handeln, das zu allen Zeiten mit der Begleitung von Armeen durch zivile Trosse einherging. Die Grande Armée folgte dem Beispiel ihres Oberfeldherrn Napoleon Bonaparte, der in zeitgenössischen Karikaturen auch als größter Dieb Europas geschmäht wurde. Neben der 1806 nach Paris verbrachten (1814 nach Berlin zurückgekehrten) Quadriga vom Brandenburger Tor; wurde eine Vielzahl von Kunstwerken auf Anweisung Napoleons als Kriegsbeute (Beutekunst) nach Frankreich geschafft. Der Louvre und einige andere bedeutende französische Museen besitzen noch heute große Mengen damals erbeuteter Kunstwerke.
Die Verwertung erbeuteter Waffen ging weitestgehend zurück. Das Herstellen von Rüstungsgütern wurde im Zuge der aufkommenden Industrialisierung billiger und einfacher. Fremde Waffen entsprachen selten den inzwischen eingeführten eigenen Standards (zum Beispiel dem Kaliber). Aus dem Metall der bei Austerlitz erbeuteten Kanonen ließ Napoleon die Triumphsäule für die Place Vendôme gießen. Das Vorgehen der französischen Streitkräfte führte dazu, dass nicht nur Privatleute ihr Vermögen versteckten, sondern auch die Landesherren. Z. B. wurden die Reichskleinodien 1794 versteckt.
Im weiteren Verlauf des 19. Jahrhunderts sind vor allem Plünderungen während des Sezessionskrieges in den USA (1861 bis 1865) von marodierenden Nordstaatlern bekannt geworden. Während des Deutsch-Französischen Kriegs (1870/71) wurden Vorwürfe gegen den preußischen Kronprinzen Friedrich III. wegen der Entnahme von Kunstwerken und Möbeln aus einem französischen Schloss erhoben. Davon abgesehen sind die von Preußen siegreich geführten Kriege dadurch gekennzeichnet, dass kaum Kriegsbeute gemacht wurde. An die Stelle der Kriegsbeute traten Reparationszahlungen, die der Besiegte nach Abschluss der Kriege zu entrichten hatte. Einige der wenigen Kriegsbeutestücke aus diesen Kriegen wirken bis heute nach, zum Beispiel der Flensburger Löwe.
Der Sklavenhandel kam in der zweiten Hälfte des 19. Jahrhunderts wegen der weggefallenen Nachfrage aus den amerikanischen Südstaaten beinahe vollständig zum Erliegen und mit ihm schwanden die Feldzüge, die in erster Linie Menschen erbeuten sollten. Die Kolonialstaaten hatten jedoch seit längerer Zeit eine andere lukrative Quelle für Kriegsbeute in den wenig befriedeten Kolonien gefunden. Unbotmäßige Fürsten oder Völkerschaften wurden militärisch in ihre Schranken gewiesen und der wirtschaftlich interessante Besitz eingezogen. Vor allem Großbritannien bediente sich dazu auch noch im 19. Jahrhundert privater Unternehmer wie Cecil Rhodes in Südafrika oder der Ostindien-Kompanie in Indien.

### 20. Jahrhundert

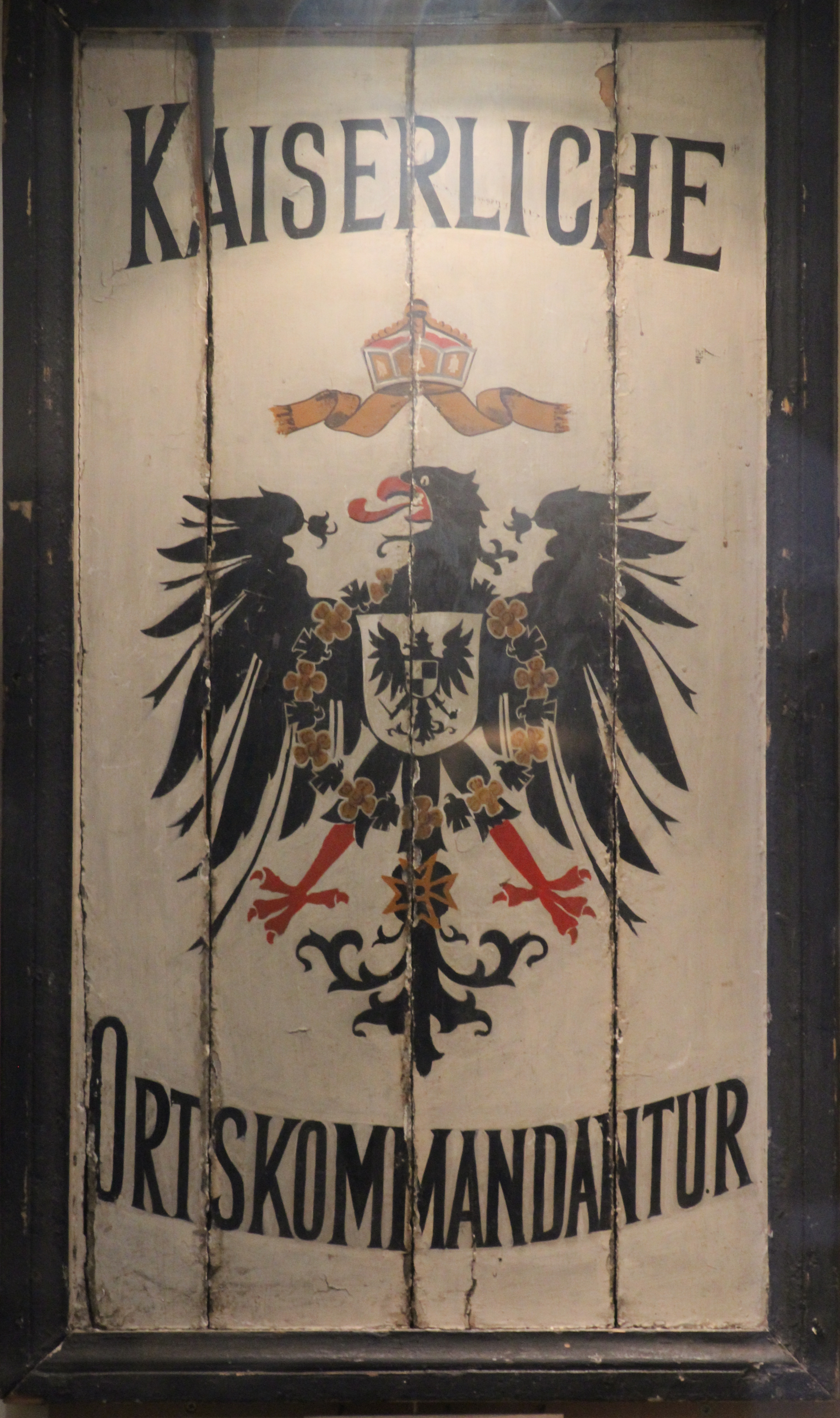
Das Schild der Ortskommandantur, das 1915 von britischen Truppen in Deutsch-Südwestafrika als Kriegsbeute mitgenommen wurde und jetzt im südafrikanischen Nationalen Museum für Militärgeschichte, in Johannesburg zu sehen ist.

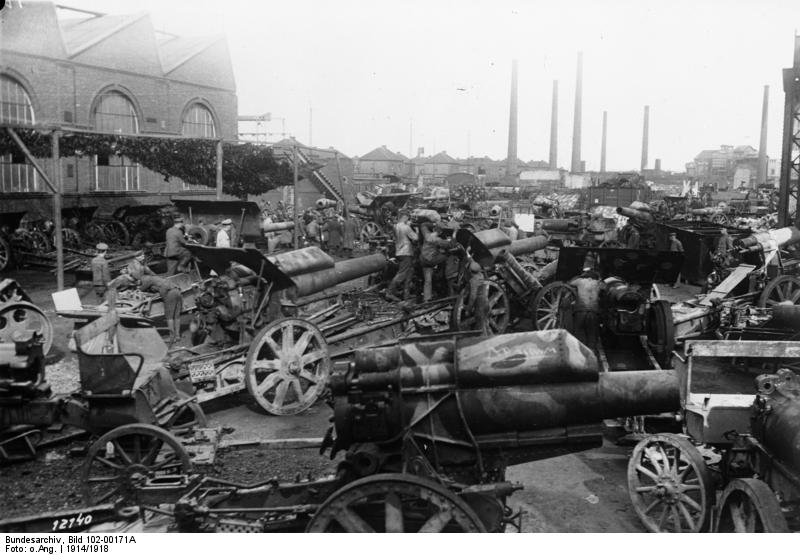
Deutsches Lager für Beutegeschütze an der Westfront im Ersten Weltkrieg, 1914

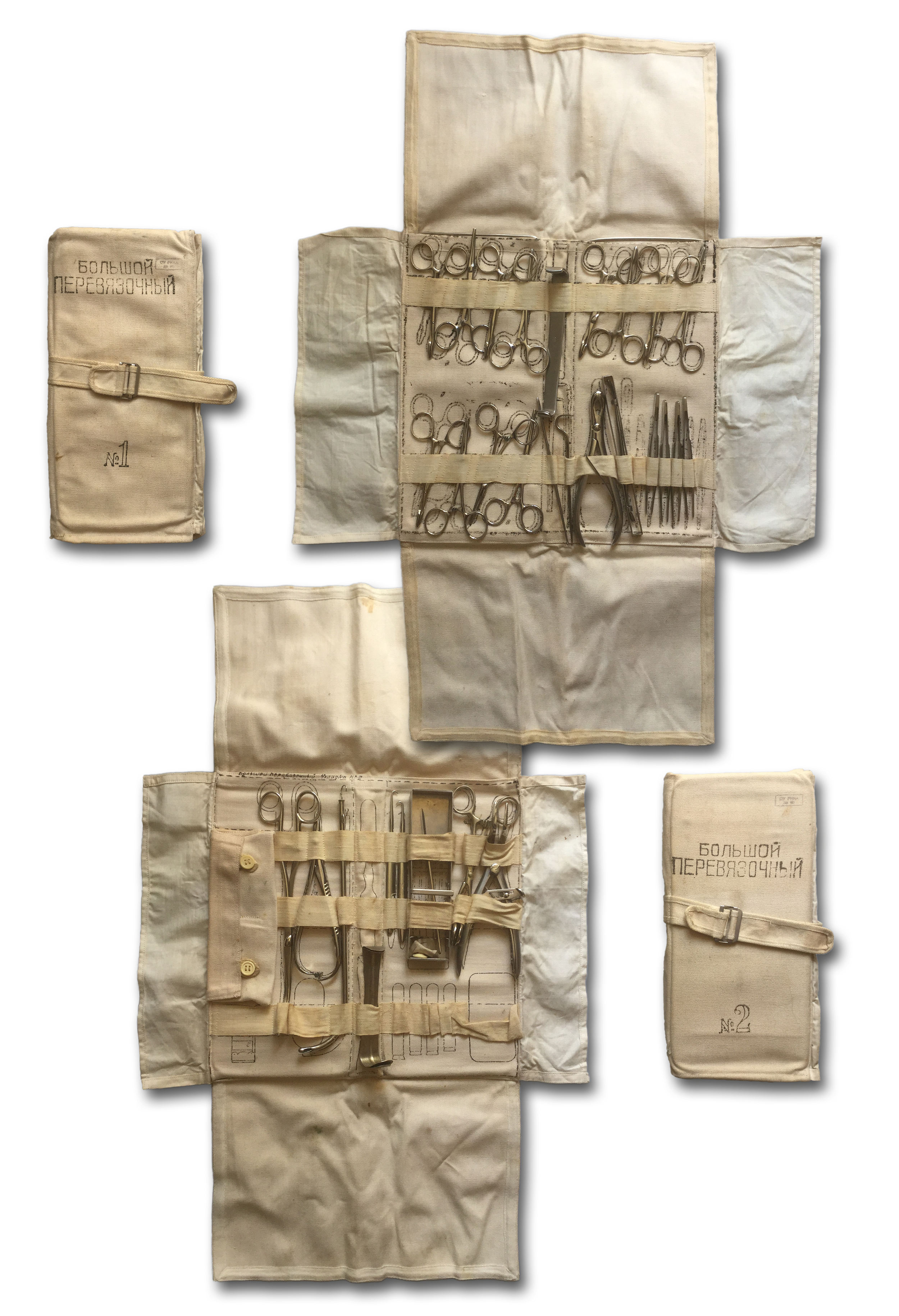
Chirurgisches Feldbesteck der Roten Armee (ca. 1941). Während der ersten Schlacht um Kiew in verlassener sowjetischer Stellung gefunden. Danach in einer der Sanitätsabteilungen der 134. Infanterie-Division weiterverwendet.

Im 20. Jahrhundert waren beinahe alle europäischen Staaten so gefestigt, dass eigenmächtige Willkürakte der Streitkräfte ausgeschlossen werden konnten. Die inzwischen hochentwickelten Produktions- und Transportmöglichkeiten ermöglichten die ständige und rechtzeitige Versorgung aller Truppen, wodurch Requisitionen weitgehend unnötig wurden. Völkerrechtliche Vereinbarungen regelten, was dem besetzten Gebiet unter welchen Bedingungen entnommen werden durfte, und strafrechtliche Regelungen der einzelnen Nationen belegten Eigentumsdelikte auch während des Krieges mit empfindlichen Strafen. Dadurch wurde aber lediglich das Machen von Kriegsbeute durch den Einzelnen untersagt, der Staat durfte nach wie vor Kriegsbeute machen.
Aus dem Ersten Weltkrieg sind daher nur sehr wenige Beispiele für Kriegsbeute bekannt. Dem preußischen Kronprinz, Wilhelm von Preußen, wurde die widerrechtliche Entnahme von Kunstgegenständen und Möbeln aus einem französischen Schloss zur Last gelegt.
Im Deutschen Reich wurde mit dem Beginn des Ersten Weltkrieges am 4. August 1914 die gesetzliche Noteneinlösungspflicht der Reichsbank in Metallgeld bzw. Gold (siehe Mark (1871)) aufgehoben. Anders als in Großbritannien und Frankreich, wo der Krieg durch Vermögensteuern finanziert wurde, sollten deutsche Kriegsanleihen nach dem „Siegfrieden“ mit der „Kriegsbeute“ in Form von Reparationen nach Kriegsende wieder abgelöst werden. Im Friedensvertrag von Versailles festgelegte Deutsche Reparationen nach dem Ersten Weltkrieg führten zu einer hohen Inflation, die Ende 1923 – nach dem Ende der Ruhrbesetzung – nur durch eine Währungsreform gestoppt werden konnte.
Die Abgrenzung zwischen Kriegsbeute und Reparationen ist schwierig. Die eigenmächtigen Entnahmen der einmarschierenden alliierten Truppen bzw. der Besatzungstruppen können durchaus als Kriegsbeute gelten, da der Krieg offiziell erst mit der deutschen Unterzeichnung des Versailler Friedensvertrags am 28. Juni 1919 endete.
Zu Beginn des Zweiten Weltkriegs erbeutete die Wehrmacht sehr große Mengen an Waffen, Munition und Treibstoffen: beim Überfall auf Polen, beim Überfall auf Norwegen und Dänemark, beim Westfeldzug (Niederlande, Belgien im Mai 1940 und Frankreich im Juni), beim Balkanfeldzug (Griechenland und Königreich Jugoslawien) und in den ersten Monaten des deutsch-sowjetischen Krieges. 
Ein Teil dieser Waffen wurde als Beutewaffen in von der Wehrmacht genutzt. Gründe dafür waren die umfangreichen Kriegspläne Hitlers, die begrenzten industriellen Kapazitäten des Deutschen Reiches und die im Versailler Vertrag verbotene Aufrüstung der Wehrmacht. 
Vom Kriegsbeginn bis zum Beginn des Russlandfeldzuges enthielten sich die deutschen Truppen weitestgehend Plünderungen, aber der Einsatzstab Reichsleiter Rosenberg schaffte systematisch sog. Beutekunst aus dem Ausland ins Deutsche Reich (Akteur war hier das Deutsche Reich als völkerrechtliches Subjekt). Auch einzelne Minister oder hochrangige Nazis machten private Kriegsbeute. Bekanntestes Beispiel dafür ist Hermann Göring, der ganze Zugladungen von Gemälden, Statuen und Teppichen von eigens dazu aufgestellten Kommandos konfiszieren ließ. Göring hatte schon bei der Machtergreifung und dem Aufbau des NS-Staates eine entscheidende Rolle gespielt. Staatlich straff und flächendeckend organisiert war die Deportation von Juden und anderen verfolgten Gruppen in Konzentrationslager. Jüdisches Eigentum wurde oft „arisiert“.
1940 verfasste Otto Kümmel, Generaldirektor der Staatlichen Museen zu Berlin, im Auftrag von Joseph Goebbels in drei Bänden eine geheime, 319 Seiten umfassende Liste der unbedingt zu plündernden Kunstwerke in ausländischem Besitz.
Zudem wurden Angehörige anderer Nationen, sowohl Zivilpersonen als auch – völkerrechtswidrig – Kriegsgefangene, zur Zwangsarbeit herangezogen. Dies praktizierte auch die Sowjetunion. Mit dem Beginn des Rückzugs der Wehrmacht begannen die späteren Siegermächte, Kriegsbeute zu machen. Das Vorgehen der französischen und Roten Armee wurde von Vergeltungsdenken dominiert; Amerikaner und Briten verfolgten in erster Linie wirtschaftliche Ziele.
Im Osten kam es zu umfassenden Plünderungen und zum Abtransport eines großen Teils der Kulturgüter und Industrieeinrichtungen (siehe auch Deutsche Reparationen nach dem Zweiten Weltkrieg). Die wenig gesteuerten Eingriffe sowjetischer Truppen in Privatbesitz oder öffentliche Sammlungen führten zum Verlust der meisten Gegenstände. Eine lange Liste verschiedenster Kunstgegenstände und Bücher ist bis heute Gegenstand von Verhandlungen zwischen der Bundesrepublik Deutschland und Russland. Die in Polen und der Tschechoslowakei vorgenommenen Entnahmen sind ebenfalls bis heute zwischen den Regierungen der Nachfolgestaaten umstritten.
Anders war die Situation in den westlichen Reichsteilen. Besonders die Amerikaner ließen den Kampftruppen in kurzem Abstand Aufnahmekommandos mit Kunstoffizieren folgen, die Gegenstände von Interesse vereinnahmten oder gezielt nach bestimmten Dingen oder Schätzen suchten. Der Spiegel schrieb 1951, es gebe keinen Beleg für die Behauptung, die USA hätten Patente im Wert von 300 Milliarden DM konfisziert. 
Spezielle Kommandos besetzten unmittelbar nach Einnahme Städte die deutschen Patentämter und übernahmen das, was ihnen brauchbar erschien. Andere Kommandos suchten nach Prototypen von Flugzeugen oder anderen Maschinen und Einrichtungen. Da dies auch von der sowjetischen Führung praktiziert wurde, gab es einen Wettlauf verschiedener Kommandos zu deutschen Denkfabriken (siehe auch Forschungsreaktor Haigerloch) und zu Standorten, an denen die V2 oder andere Raketen entwickelt worden waren (siehe Wernher von Braun).
Westalliierte Soldaten machten kaum Kriegsbeute; sie waren häufig eher an Souvenirs interessiert. Einzelne raubten aber mit Kennerblick wertvolle Stücke, die Grundstock eines privaten Vermögens nach dem Krieg auch für einfache Soldaten waren. Wiederholt finden sich in Berichten der damaligen Zeit Schilderungen, dass Soldaten Deutschen die Armbanduhr vom Arm nahmen, obwohl sie selbst bereits ein Dutzend solcher Uhren bis zum Ellenbogen trugen, oder sich Zutritt zu Privatwohnungen verschafften, um Güter zu rauben.
Die bekannte Aufnahme vom Hissen der sowjetischen Siegesflagge am 8. Mai 1945 auf dem deutschen Reichstag wurde mehrfach retuschiert. Unter anderem ist ein Soldat zu sehen, der auf dem Originalbild mehrere Armbanduhren trug.

## Rechtliche Einordnung
Kriegsbeute kann durch einzelne Kombattanten im Rahmen von – inzwischen völkerrechtlich verbotenen – Plünderungen gemacht werden. Plünderung ist nach Art. 28 sowie Art. 47 und Art. 48 der Haager Landkriegsordnung im Krieg verboten.
In Deutschland sind Straftaten gegen „die allgemeinen Regeln des Völkerrechtes“ nach Art. 25 Grundgesetz verboten. Landfriedensbruch wird mit § 125a Strafgesetzbuch unter Strafe gestellt, das mit § 3 Wehrstrafgesetz auch im Kriegsfall angewendet wird.
In Österreich gelten mit Art. 9 des Bundes-Verfassungsgesetzes und dem § 64 öStGB ähnliche Bestimmungen.